# 고기소

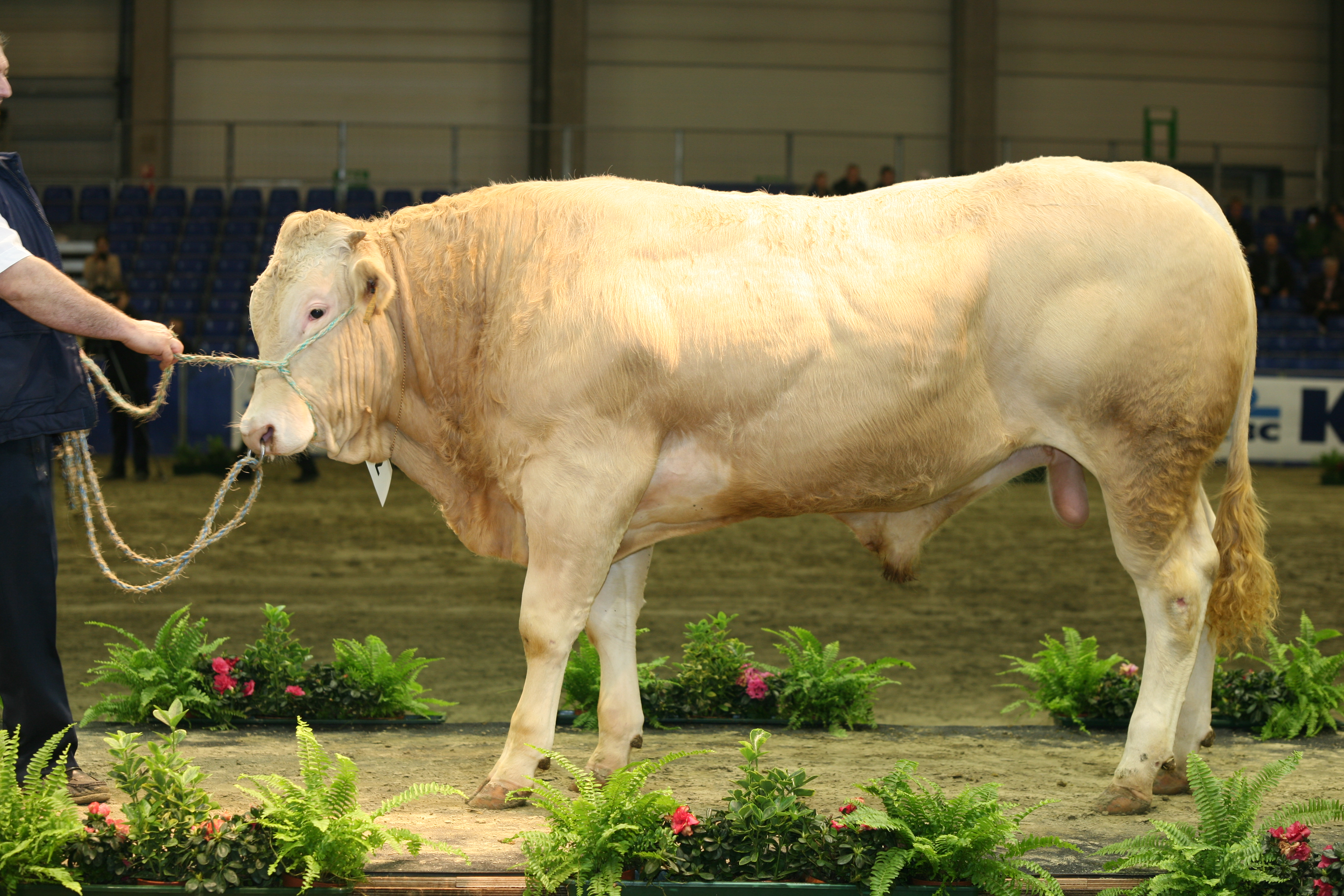
고기소로 길러진 어린 황소

고기소(영어: beef cattle)는 고기를 생산할 목적으로 사육된 소이다. 육우(肉牛)라고도 한다. 고기소의 고기를 쇠고기라고 하며, 보통 비육장에서 길러진다. 고기소는 주로 고기 제품 생산에 사용되며, 가죽 · 샴푸 · 화장품 등의 재료에 사용되기도 한다.

## 같이 보기
- 젖소